# Léonie Pointet
Léonie Pointet (* 17. Februar 2001) ist eine Schweizer Sprinterin, die sich auf den 200-Meter-Lauf spezialisiert hat.

## Sportliche Laufbahn
Erste internationale Erfahrungen sammelte Pointet beim Europäischen Olympischen Jugendfestival (EYOF) 2017 in Győr, bei dem sie mit der Schweizer 4-mal-100-Meter-Staffel in 46,74 s den vierten Platz belegte. 2021 schied sie bei den U23-Europameisterschaften in Tallinn mit 23,97 s im Halbfinal im 200-Meter-Lauf aus, und im Jahr darauf erreichte sie bei den Europameisterschaften in München ebenfalls den Semifinal und schied dort mit 23,77 s aus. 2023 schied sie bei den U23-Europameisterschaften in Espoo mit 24,05 s ebenfalls im Halbfinal aus und gewann mit der Staffel in 43,59 s die Bronzemedaille hinter den Teams aus Grossbritannien und Frankreich. Anschliessend schied sie bei den Weltmeisterschaften in Budapest mit 23,16 s in der ersten Runde über 200 Meter aus. Bei den World Athletics Relays 2024 in Nassau wurde sie in 42,75 s Zweite im C-Lauf in der 2. Qualifikationsrunde über 4-mal 100 Meter und sicherte damit dem Schweizer Team einen Startplatz bei den Olympischen Spielen in Paris. Anschließend schied sie bei den Europameisterschaften in Rom mit 23,17 s im Semifinal über 200 Meter aus und wurde mit der Staffel im Final disqualifiziert. Im August schied sie bei den Olympischen Sommerspielen in Paris mit 23,37 s im Halbfinal über 200 Meter aus und wurde mit der Staffel im Final disqualifiziert.
Bei den World Athletics Relays 2025 in Guangzhou sicherte sie der 4-mal-100-Meter-Staffel einen Startplatz bei den Weltmeisterschaften in Tokio. Ende Juni wurde sie bei der 1. Liga der Team-Europameisterschaft in Madrid in 22,82 s Dritte im B-Lauf über 200 Meter und wurde mit der Staffel in 42,87 s Siebte im A-Lauf. Anschließend gewann sie bei den World University Games in Bochum in 22,81 s die Silbermedaille hinter der Italienerin Vittoria Fontana und sicherte sich im Staffelbewerb in 43,47 s die Silbermedaille hinter dem australischen Team.
2023 wurde Pointet Schweizer Meisterin im 200-Meter-Lauf im Freien sowie 2022, 2024 und 2025 in der Halle.

## Persönliche Bestzeiten
- 100 Meter: 11,20 s (+0,6 m/s), 4. September 2021 in Nottwil
  - 60 Meter (Halle): 7,21 s, 22. Februar 2025 in St. Gallen
- 200 Meter: 22,72 s (+0,7 m/s), 29. Juni 2024 in Winterthur
  - 200 Meter (Halle): 23,29 s, 19. Januar 2025 in Luxemburg